# Steam-Heart’s
Steam-Heart's (яп. スチーム・ハーツ Suchīmu Hātsu) — видеоигра в жанре вертикального скролл-шутера и эроге, разработанная компанией Giga и изданная TGL. Игровой процесс содержит элементы шутера в паре с эротическими роликами со скудно одетыми женщинами. Steam-Heart’s была первоначально выпущена на компьютерах PC-98 в 1994 году. Позже была портирована на PC Engine в 1996 году, а затем на Sega Saturn в 1998 году. Все релизы были ограничены японским рынком.

## Игровой процесс
Steam-Heart’s является представителем жанров вертикального скролл-шутера и эроге. Всего в игре существует 8 уровней, а также режим для одного и двух игроков. Основным оружием на корабле игрока может быть либо пулемёт, либо лазер. Эти типы оружия могут быть улучшены или заменены подбираемым бонусом. Игрок также может выбрать из множества вторичных видов оружия, которое варьируются между версиями игры на разных платформах, но всегда включают в себя турели, огнемёты и корабли-спутники, которые атакуют врагов. Корабль также может временно ускоряться в любом направлении, чтобы уклоняться от врагов или подбирать предметы. Завершение каждого этапа приводит к кат-сцене, рассказанной через последовательность неподвижных изображений.
Игрок имеет только одну жизнь, но может принять около шести ударов, прежде чем погибнет. Возможность продолжить после смерти присутствует только в кооперативном режиме. В одиночном режиме игрок перезапускает уровень после потери жизни. Версия для Sega Saturn включает в себя аркадный режим (Arcade mode) (режим, лишённый всех кат-сцен и диалогов персонажей) и режим игры на очки (Score attack mode).

## Сюжет
Действие игры разворачивается в мире, где люди были захвачены вирусом, изменяющим их поведение. Брат и сестра, парень Блоу и гермафродит Фалла, невосприимчивы к вирусу из-за чего отправляются на борьбу с ним. Персонажи обмениваются репликами во время игрового процесса, развивающими сюжет. Боссы в конце каждого уровня предстают в виде меха, пилотируемого сексуальной женщиной (иногда девушкой-кошкой). После победы над боссом, Блоу и Фалла взаимодействуют с девушкой. Блоу эякулирует в персонажа босса, чтобы вылечить его от вируса.

## Разработка и релиз
Steam-Heart’s была разработана компанией Giga и издана TGL. Дизайн персонажей был выполнен аниматором Такахиро Кимурой. Игра необычна сочетанием шутера с эроге, поскольку японские эротические игры чаще всего представители жанра RPG, квест, стратегия или beat ’em up. Первоначально она была выпущена для компьютеров серии NEC PC-9800 в Японии 15 марта 1994 года. А 22 марта 1996 года игру портировали для системы PC Engine CD-ROM. Для этой версии игры вся графика была перерисована, вторичное оружие было ослаблено или вообще удалено, также как режим для двух игроков. Игра была выпущена ближе к концу срока службы PC Engine в качестве её последнего шутера.
Порт для Sega Saturn был выпущен 23 сентября 1998 года, когда Saturn уже начал терять свою долю на рынке. Версия для Saturn поставлялась с небольшой желтой печатью, предупреждающей об эротическом содержании игры. Она не получила красной печати, которая свидетельствует о ещё более ярко выраженном эротическом содержании. Здесь также вся графика была перерисована, но эта версия сохранила кооперативный режим, а также включала в себя больше вторичного оружия. Версия для Saturn также больше использует эффекты масштабирования и вращения, поддерживаемые аппаратным обеспечением. Эроге был известен тем, что он был более графичен на персональных компьютерах, чем на консолях, поэтому, когда игра была портирована на движок PC Engine и Saturn, ролики были полностью перерисованы, чтобы быть менее детализированными, хотя и более суггестивными. Сцены на Saturn не являются визуально явными, но полностью озвучены, включая звуки стонов. Версия для Saturn является самой зацензурированной. Прокрутка текста в оригинале также была заменена озвучкой в консольных версиях.

## Оценки
| Иноязычные издания   | Иноязычные издания |
| Издание              | Оценка             |
| -------------------- | ------------------ |
| Famitsu              | 17/40 (Saturn)     |
| Video Games (DE)     | 50/100 (Saturn)    |
| ReVival              | 7/10 (PC Engine)   |
| Sega Saturn Magazine | 6/10 (Saturn)      |
| Super Game Power     | 4,3/5 (Saturn)     |

PC Engine Fan похвалил качество графики кат-сцен и дизайна персонажей в обзоре версии для PC Engine. ReVival не считал игру большим техническим прорывом, несмотря на то, что она вышла к концу жизни системы. Игра была приятной, но в итоге являлась более слабой, чем другие шутеры на платформе, такие как Gate of Thunder 1992 года.
Рецензируя версию для Saturn, Ральф Карелс из журнала Video Games написал, что игра была стандартным шутером, отличительной чертой которой было эротические ролики. Он считал, что эта игра не может противостоять таким представителям жанра, как Radiant Silvergun и R-Type Delta (оба выпущены в 1998 году), и обнаружил, что графика не сильно улучшилась по сравнению с версией для PC Engine. Четыре рецензента из Famitsu дали версии для Saturn оценку 17/40. Три обозревателя освещали игру в журнале Sega Saturn Magazine, который дал агрегированную оценку 6/10. Два рецензента считали, что игровой процесс был несбалансированным и в целом не вдохновляющим; они дали оценку 5/10. Один из них критиковал то, что в роликах показывают неподвижные изображения слишком долго, в то время как озвучка перегоняет события на экране, и он сравнили игру со старым эроге для персональных компьютеров. Более восприимчивый рецензент оценил эротические темы и почувствовал, что игровой процесс в bullet hell был сбалансированным и приятным; он дал оценку 8/10. Super Game Power также был восприимчив к игре, дав ей положительный результат. Superjuegos отметил, что помимо эротического контента, игра не может конкурировать с точки зрения графики или геймплея с такими играми, как Radiant Silvergun или Galactic Attack.
В ретроспективном обзоре Курт Калата из Hardcore Gaming 101 написал, что помимо уникального подхода к кат-сценам и механике уклонения, игра делает очень мало, чтобы выделить себя от других шутеров. Он считает версию для Saturn лучшей из-за улучшенной графики и геймплея, а версию PC Engine худшей из-за сокращённого контента и более медленного игрового процесса. Он полагал, что версия для Saturn была лучше, чем большинство игр серии Raiden, хуже, чем DoDonPachi и Sōkyū Gurentai (оба 1997 года), и примерно на одном уровне с Batsugun 1996 года.